# Province de Riohacha
1789–1857
Entités précédentes :
- Province de Santa Marta (1789)

Entités suivantes :
- État fédéral de Magdalena (1857)

La province de Riohacha, ou gouvernorat de Riohacha durant la domination espagnole, était une entité administrative et politique de la Nouvelle-Grenade. Elle fut créée en 1789 et dissoute en 1857. Sa capitale était Riohacha.

## Histoire
La province de Riohacha est initialement un gouvernorat de la vice-royauté de Nouvelle-Grenade (entité coloniale espagnole recouvrant le nord de l'Amérique du Sud).
Après l'indépendance, la province est intégrée à la Grande Colombie, au sein du département de Magdalena. 
Après la dissolution de cette dernière, la province fait partie de la république de Nouvelle-Grenade. 
En 1857, la province de Riohacha fusionne avec la province de Santa Marta et devient l'État fédéral de Magdalena.

La province de Riohacha en 1810
La province de Riohacha en 1855